# Newchurch, Kent
Newchurch är en ort och civil parish i grevskapet Kent i sydöstra England. Orten ligger i distriktet Folkestone and Hythe på Romney Marsh, cirka 11 kilometer väster om Hythe och cirka 7 kilometer norr om New Romney. Civil parishen hade 326 invånare vid folkräkningen år 2021.